# Jonas Nicolai

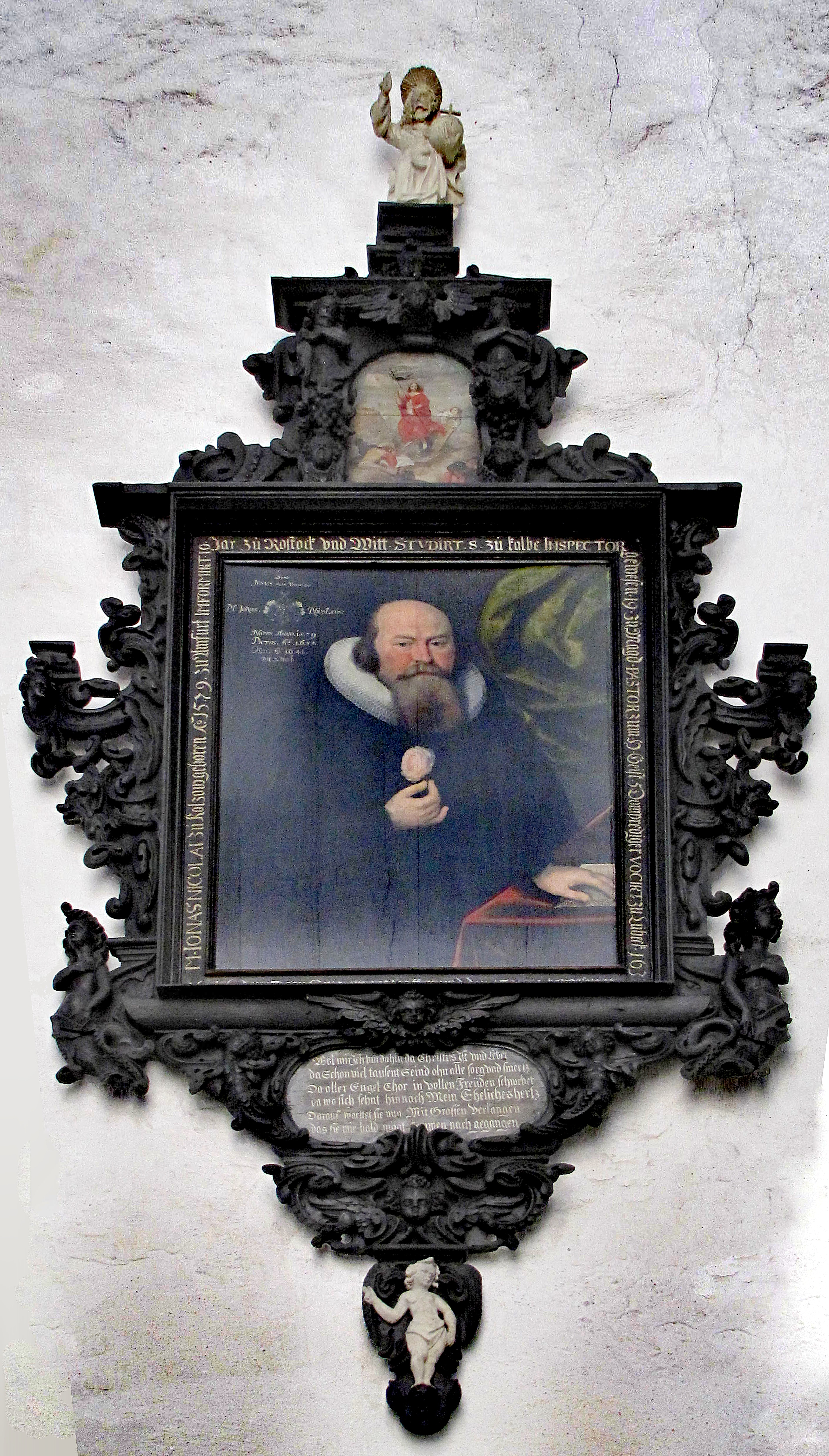
Porträt-Epitaph für Jonas Nicolai im Dom zu Lübeck

Jonas Nicolai (* 1579 in Kölzow, heute Ortsteil von Dettmannsdorf; † 7. November 1646 in Lübeck) war ein deutscher evangelisch-lutherischer Theologe und zuletzt Pastor am Lübecker Dom.

## Leben
Jonas Nicolai war der Sohn des Pastors der Dorfkirche Kölzow Bernhard Nikolai. Er ging in Ampfurth zur Schule und studierte ab 1599 an den Universitäten Rostock und Universität Wittenberg. Im April 1603 erwarb er in Rostock den Magistergrad.
Er wurde zunächst Rektor der Schule in Ampfurth. 1606 beriefen ihn die von Alvensleben als Inhaber des Kirchenpatronats zum Pfarrer in Kalbe (Milde). Von dort ging er 1626 als Pfarrer an die Heilig-Geist-Kirche nach Magdeburg, die bei der Erstürmung Magdeburgs durch kaiserliche Truppen unter Tilly am 10. Mai 1631 (20. Mai nach gregorianischem Kalender) niedergebrannt wurde. Als Flüchtling kam Nicolai über Osterwieck, Wolfenbüttel, Braunschweig und Lüneburg nach Hamburg. 1632 erhielt er die Berufung zum (Haupt)Pastor am Dom zu Lübeck, wo er bis zu seinem Tode blieb. Am 6. März 1645 erlitt er bei einer Katechismuspredigt, die die Pastoren der Hauptkirchen abwechselnd in St. Marien hielten, auf der Kanzel der Marienkirche einen Schlaganfall, von dem er sich nicht wieder erholte.
Sein Porträt-Epitaph ist erhalten und hängt im Südschiff des Lübecker Doms.